# Arrondissement de Wack Ngouna

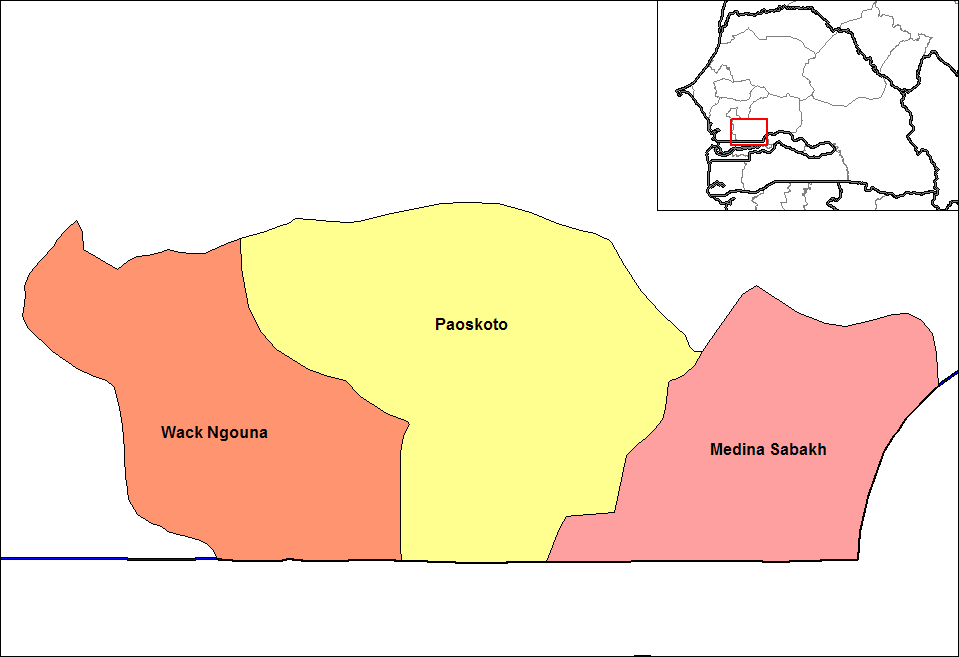
Carte des arrondissements du département de « Nioro du Rip » au Sénégal.

L'arrondissement de Wack Ngouna est l'un des arrondissements du Sénégal. Il est situé dans le département de Nioro du Rip et la région de Kaolack.
Il compte quatre communautés rurales :
- Communauté rurale de Keur Maba Diakhou
- Communauté rurale de Keur Madongo
- Communauté rurale de Ndramé Escale
- Communauté rurale de Wack Ngouna

Son chef-lieu est Wack Ngouna.